# Volkspark (Halle)

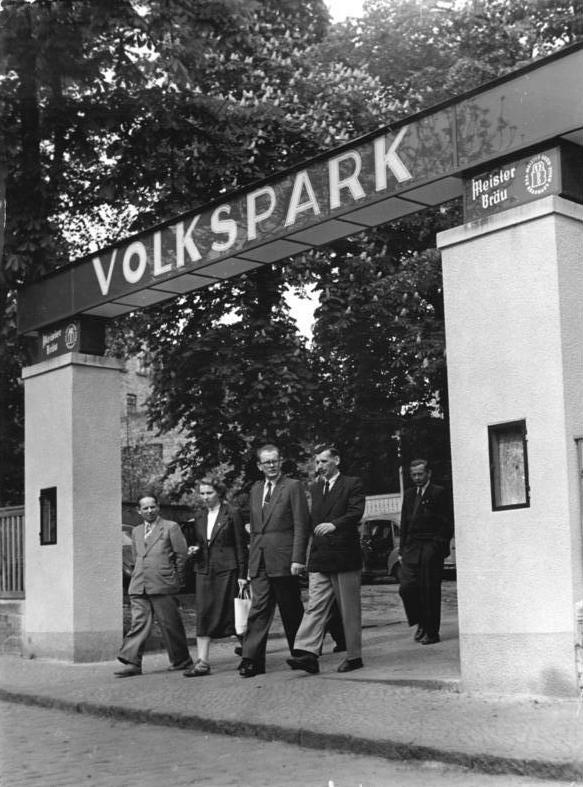
Eingang des Volksparks 1956

Der Volkspark ist ein Veranstaltungsgebäude in Halle (Saale). Er wurde 1906 von der Sozialdemokratischen Partei Deutschlands (SPD) als Vereinshaus errichtet und am 13. Juli 1907 eingeweiht. Der Bau gehört zu den größten und prominentesten Volkshäusern, die bis 1914 im mitteldeutschen Raum entstanden.

## Lage und Bedeutung
Der Volkspark steht auf einem Hügel an der Burgstraße oberhalb der nach Richard Robert Rive benannten Uferpromenade der Saale. Durch seinen erhöhten Standort ist das Gebäude weithin sichtbar und hat den Charakter eines die Stadt krönenden Gebäudes. Der Eingang mit der Adresse Schleifweg 8a (früher Burgstraße 27) befindet sich am oberhalb der Burgstraße verlaufenden Schleifweg.
Der Bau hatte durch seine Lage und Architektur auch einen politisch-programmatischen Aspekt, da er in einem der großbürgerlichen Wohnviertel der Stadt direkt gegenüber der 1890–1892 errichteten monumental anmutenden Villa des halleschen Bankiers Heinrich Franz Lehmann (II.) errichtet wurde. Die SPD nannte den Volkspark, der das gesellige, kulturelle und politische Zentrum der halleschen Arbeiterbewegung wurde, auch „Schutz- und Trutzburg für das hallesche Proletariat“.

## Geschichte

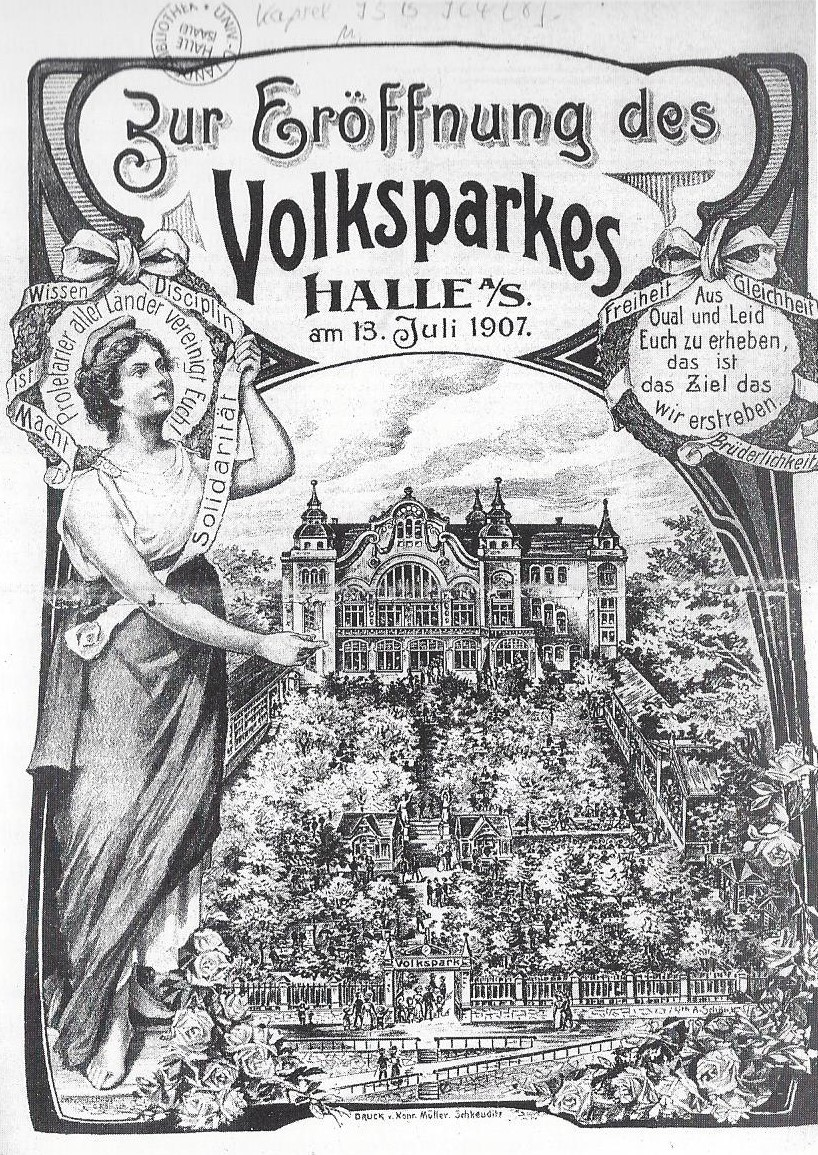
Plakat zur Eröffnung des Volksparks

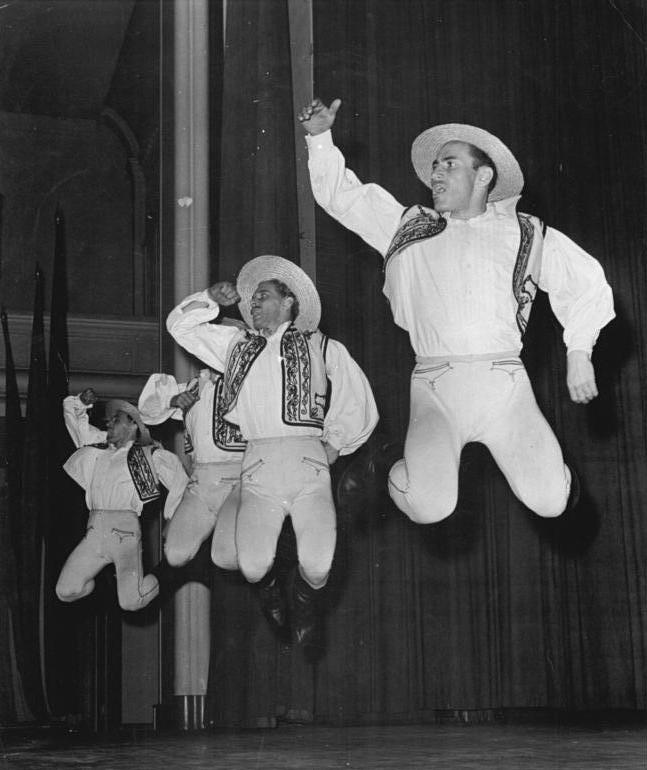
Auftritt des staatlichen ungarischen Tanz- und Gesangsensembles Duna im Rahmen der Arbeiterfestspiele der DDR am 16. Juni 1959

Seit 1903 gab es innerhalb der SPD Überlegungen für die wachsende Arbeiterschaft ein „eigenes Heim“ zu gründen, da die wechselnden Veranstaltungslokale nicht mehr ausreichten. Die Wahl fiel aufgrund des großen Gartenareals auf das Gelände des alten Bierlokals „Tinzers Garten“; am 22. Januar 1906 erfolgte der Kauf des Grundstücks. Am 13. Juli 1907 wurde der Volkspark für die organisierte Arbeiterschaft, die den Bau aus eigenen Kräften finanziert hatte, feierlich eröffnet. Das Gelände des Volksparks umfasste 7.800 m² mit Konzertgarten, Veranden, Kolonnaden, Musikpavillon und Turnhalle. In Größe und an politischer Bedeutung war der hallesche Volkspark einzigartig unter den zahlreichen Volks- und Gewerkschaftshäusern in Deutschland.
In den Räumen fanden politische Kundgebungen, Vorträge, Jugendweihefeiern, Theaterveranstaltungen, Konzerte, Ausstellungen und Festlichkeiten statt. Im Saal des Volksparkes sprachen unter anderen 1908 Clara Zetkin, 1909 Karl Liebknecht, 1911 Rosa Luxemburg, 1913 Wilhelm Pieck.
Im Ersten Weltkrieg diente das Haus als Lazarett. Während der Novemberrevolution 1918 war es Sitz des Arbeiter- und Soldatenrates. Im Oktober 1920 fand im Volkspark der entscheidende Parteitag der Unabhängigen Sozialdemokratischen Partei Deutschlands (USPD) statt, die sich 1917 von der SPD-Mehrheit wegen derer Unterstützung der Kriegspolitik abgespalten hatte. Im Juli 1924 wurde hier der kommunistische Rote Frontkämpferbund gegründet.
In der Weimarer Republik kam es im und um den Volkspark mehrfach zu gewalttätigen Auseinandersetzungen zwischen Polizei und Anhängern der KPD. Bei einer Wahlveranstaltung der KPD mit dem Reichspräsidentenkandidaten Ernst Thälmann am 13. März 1925 kam es „auf Grund einer polizeilich durchgesetzten Auflösung jener Veranstaltung zu Massenpanik und Tumult im überfüllten Volkspark. Schüsse seitens der Polizei fielen und zehn Besucherinnen und Besucher verloren ihr Leben.“ Unter den Toten war Fritz Weineck, Trompeter im Spielmannszug des Rotfrontkämpferbundes. Der Legende nach soll der „kleine Trompeter“ sich vor Ernst Thälmann geworfen und an seiner statt erschossen worden sein. Eine Bronze des kleinen Trompeters stand auf der Peißnitz, heute befindet sie sich im Archiv der Kunsthochschule Halle.
1933 fanden die letzten öffentlichen Wahlversammlungen der SPD und KPD im Volkspark statt. Zur Zeit des Nationalsozialismus wurde der Volkspark Eigentum der Konzentration AG, vom Land Preußen verwaltet und in „Reichshof“ umbenannt. Neben der Nutzung der Gaststätten, der Kegelbahnen und einer Schießhalle fanden Großveranstaltungen der NSDAP und ihrer angeschlossenen Organisationen statt. Für eine Gesamtnutzung wurde jedoch keine Konzeption gefunden. Im Krieg wurden hier Musterungen durchgeführt und Räume von den Leuna-Werken für die Unterkunft von Zwangsarbeitern genutzt.
In der DDR wurde der Volkspark für politische Kundgebungen, aber auch für Kulturveranstaltungen, wie die Arbeiterfestspiele der DDR, Werkstattwochen und sogenannte Kampfmeetings der Singeklubs der FDJ sowie für Jugendweihefeiern genutzt. Es gab Saalvermietungen für Unterhaltungskonzerte, Estradenprogramme, Betriebsfeiern, Tanzturniere sowie Fernsehaufzeichnungen, beispielsweise mit Frank Schöbel. Diverse Zirkel und Arbeitsgruppen hatten hier ihr Domizil. Fast zehn Jahre gab es den Tanz- und Unterhaltungsabend „Zu zweit ins Klubhaus“. Im Garten des Volksparks fand im Sommer Familientanz statt.
Ende der 80er Jahre etablierte der für Programme verantwortliche Elias Pape einen Jazzclub mit regelmäßigen Veranstaltungen im Haus. 1987 fand ein Jazz- und Indie-Fest statt, zu welchem zahlreiche prominente Musiker wie Conny Bauer oder Volker Schlott mit den Fun Horns auftraten. Kapellen und Projekte aus der neu aufkommenden Szene der sogenannten „anderen Bands“ waren ebenfalls vertreten. Electro Artist, fett, die anderen, HerTZ, Die Art u. a. gaben Konzerte. Ebenfalls spielte die Hallenser Pop-Jazz-Band Trugschluss. Die Produktion der Veranstaltung oblag Adam Adamski, der auch als DJ engagiert war.
Zur Wendezeit fanden im Volkspark einige Bürgerversammlungen statt. Seit 1991 nutzten auch freie Theatergruppen und Rockbands den Volkspark. Nach Beendigung eines langen Rechtsstreits wurde das Grundstück 1998 an die SPD (Konzentration GmbH) zurückübertragen.
Danach wurde es ruhiger um das Gebäude und der langsame Verfall setzte ein. 2004 gründete sich der Verein Volkspark Halle e. V. und seit 2010 ist der Verein, der den Volkspark schrittweise saniert, Eigentümer des Volksparks. In dem Verein ist u. a. die Burg Giebichenstein Kunsthochschule Halle aktiv und mit der „Burg Galerie im Volkspark“, die im Erdgeschoss künstlerische und designerische Leistungen der Kunststudenten präsentiert, der wichtigste Nutzer. Daneben dienen die Räumlichkeiten als Tagungs- und Veranstaltungsort. Seit Oktober 2018 wird die Vermietung von Räumen und das Catering für Veranstaltungen, die nicht direkt vom Volkspark Halle e. V. durchgeführt werden, durch die Volkspark Eventgastronomie UG angeboten. Auf dem Außengelände befindet sich ein Biergarten und im Innen- sowie Außenbereich finden regelmäßig Musik-, Theater- und Tanzveranstaltungen statt. Seit 2021 befindet sich im Volkspark die Spielstätte des Kabaretts Die Kiebitzensteiner.

## Bauwerk und Architektur

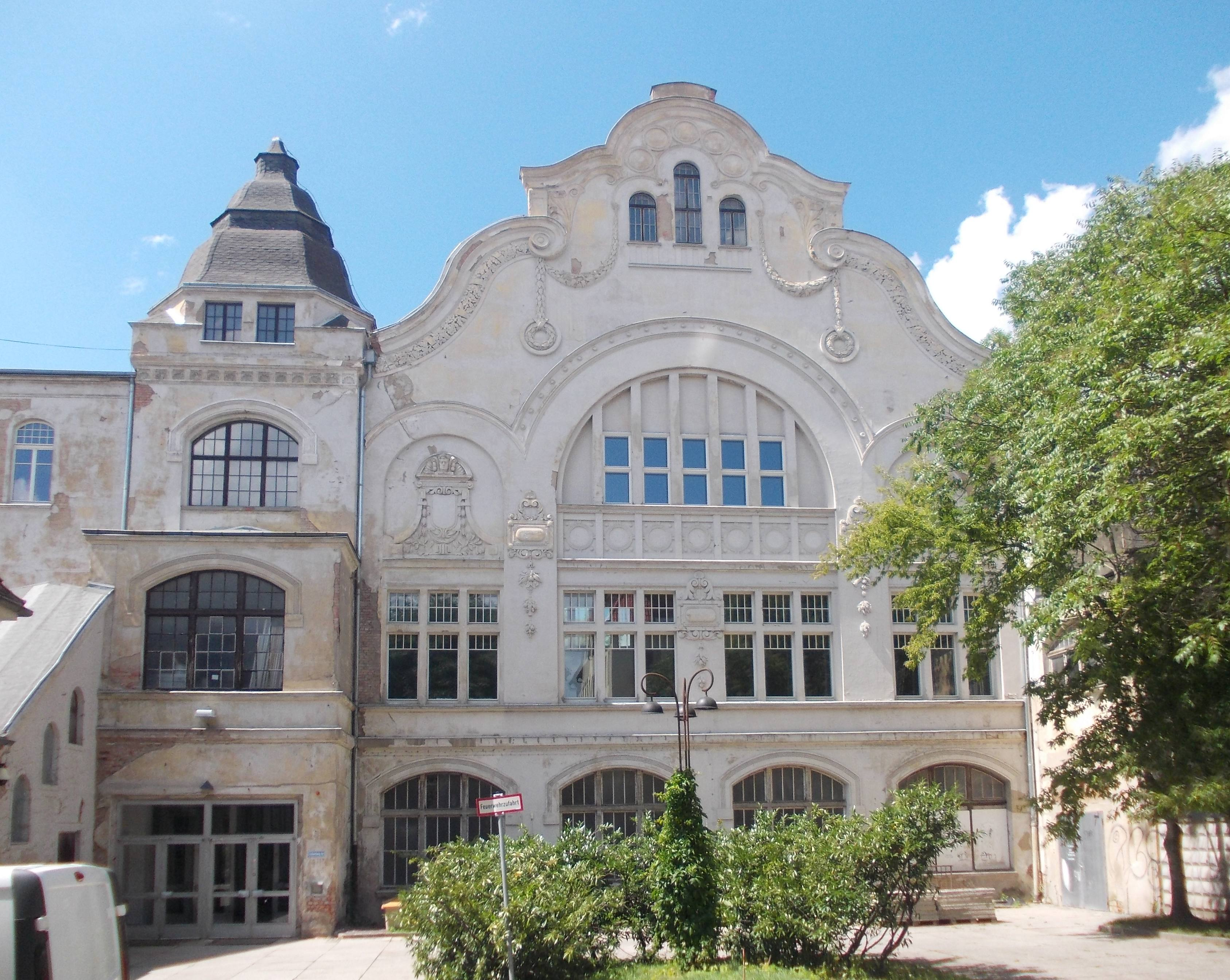
Fassade zur Kleinen Gosenstraße

Architekten des Volksparks waren die Brüder Albert Giese und Ernst Heinrich Giese. Das Gebäude besitzt einen Saal für 3.000 Besucher, eine Turnhalle, ein Restaurant mit Terrasse sowie weitere Veranstaltungsräume. Der Saalbau – seinerzeit der größte und modernste der Stadt – mit der Repräsentationsfront zur Gartenseite, zeichnet sich durch einen riesigen Schweifgiebel und große Rundbogenfenster aus. Die Ecken des Gebäudes bilden vier stämmige Türme mit Schweifhauben, die dem Bauwerk sein festliches und stadtbildprägendes Aussehen geben. Der Volkspark ist eines der sehr wenigen Gebäude in Halle, bei denen der Jugendstil nicht nur die Fassadendekoration beeinflusste, sondern silhouetten- und baukörperbildend wirkte. Die Fassade ist mit leichtem Jugendstildekor geschmückt.
Von der originalen Innenausstattung ist nach einem Umbau in den Jahren 1954/55 nichts erhalten geblieben.
Im Jahr 2011 wurde das Gebäude hinsichtlich des Brandschutzes in einem ersten Bauabschnitt teilsaniert. Im Zuge dieser Sanierung wurden im Großen Saal neue Fenster mit hohen Schalldämmwerten in Anlehnung an den bauzeitlichen Bestand eingebaut.
Im Denkmalverzeichnis der Stadt Halle ist der Volkspark unter der Erfassungsnummer 094 04604 verzeichnet.